# Potentilla sischanensis
Potentilla sischanensis är en rosväxtart som beskrevs av Aleksandr Andrejevitj Bunge och Johann Georg Christian Lehmann. Potentilla sischanensis ingår i Fingerörtssläktet som ingår i familjen rosväxter. Utöver nominatformen finns också underarten P. s. peterae.